# Madi

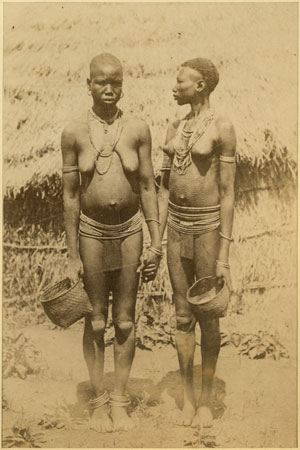
Madi

Madi − lud negroidalny zamieszkujący północno-zachodnią Ugandę i Sudan Południowy. Zajmują się głównie rolnictwem i rybołówstwem. Mówią językiem z rodziny kongo-kordofańskiej.